# Bodybag (BDSM)

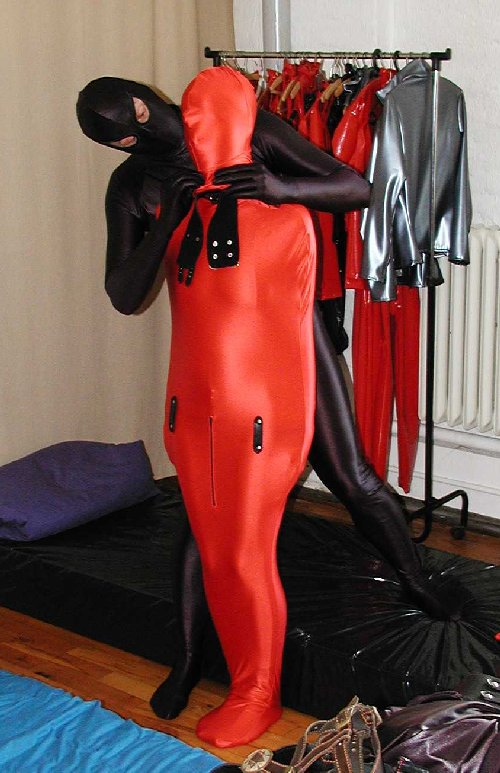
Bottom im doppellagigen Bodybag aus Lycra in einem BDSM-Szenario

Im BDSM bezeichnet der Begriff Bodybag einen schlafsack- oder blasenähnlichen Sack aus Leder, Lycra oder Latex, der den Körper der darin befindlichen Person komplett und möglichst eng umschließt, um die Bewegungsfreiheit stark einzuschränken. Die Nutzung eines Bodybags stellt eine spezielle Bondage-Praktik dar und spielt im Rahmen des sexuellen Fetischismus eine Rolle.
Neben der Varianz im Material und den entsprechenden Verschlüssen (beispielsweise Schnürung, Schnallen oder Reißverschluss) gibt es unterschiedliche Ausführungen. Das grundlegende Modell ist ein einfacher Sack, aus dem sich eine darin gefesselte Person ohne fremde Hilfe in der Regel nicht befreien kann. Zur Steigerung der Bewegungsunfähigkeit sind manche Modelle mit innenliegenden Armtaschen ausgestattet, die die Bewegungsfreiheit der Arme und Hände weiter einschränken. Ebenso dienen Gurte, die mittels D-Ringen an ihrem Platz gehalten werden, der weiteren Fixierung der gefesselten Person. Manche Varianten haben zusätzlich Kapuzen oder Kopfteile; falls Ärmel vorhanden sind, enden diese meist in Fingerhandschuhen oder daumenlosen Fäustlingen.
Die Terminologie ist nicht einheitlich, es gibt verschiedene Begriffe, die oft verwechselt werden:
- Ein Saunasack ist die Bezeichnung für einen Bodybag aus Latex, PVC oder einem anderen wasser- und luftdichten Material.
- Eine Fruchtblase besteht ebenfalls aus wasser- und luftundurchlässigem Material, ist aber dünnwandiger und hat keinen Reißverschluss o. Ä., man kann aufgrund der Dehnbarkeit des Materials wie in einen großen Luftballon einsteigen.
- Ein Single Leggings Suit (engl. Anzug mit einteiliger Leggings) ist ein Anzug, der nur bis zum Oberkörper reicht und den Armen Bewegungsfreiheit lässt.
- Ein Mermaid Suit (engl. Meerjungfrauenanzug) ist ähnlich wie ein Single Leggings Suit, hat aber manchmal am unteren Ende nachgebildete Flossen wie bei Meerjungfrauen.
- Ein Inflatable (engl. aufblasbar) ist ein Anzug, der zweilagig ist und aufgeblasen oder mit Wasser gefüllt werden kann.
- Ein Deflatable (engl. Luft ablassen) ist ein Anzug, der zweilagig ist und bei dem die Luft zwischen den beiden Schichten abgesaugt werden kann (ähnlich einem Vakuumbett)

Ein vergleichbarer Effekt wird bei der sogenannten Mumifizierung erreicht. Diese Technik ist im Vergleich zum Bodybag zeitaufwendiger bei Aufbau und Befreiung, sie erfordert darüber hinaus Erfahrung durch den Ausführenden. Bodybags sind einfacher zu handhaben und die Befreiung des Gefesselten ist auch im Notfall sicher und risikoarm zu bewerkstelligen.
Risiken beim Einsatz der Bodybags, insbesondere derer aus wasser- und luftdichtem Material, sind die Überhitzung oder Unterkühlung des Gefesselten. Darüber hinaus neigt eine Person in dieser Fesselung leicht zur Dehydratation, es besteht im Extremfall auch die Möglichkeit eines Hitzschlags. Da sich die Nutzung auch über einen längeren Zeitraum hinziehen kann, sind lagebedingte Schmerzen und Druckstellen möglich.